# Чемпіонат України з легкої атлетики в приміщенні 1995
Чемпіонат України з легкої атлетики в приміщенні 1995 серед дорослих був проведений 11-12 лютого в Києві.
Першість з легкоатлетичних багатоборств була розіграна 3-4 лютого в Запоріжжі.

## Призери

### Чоловіки
| Дисципліни                | Золото                                   | Золото   | Срібло                                   | Срібло  | Бронза                                   | Бронза  |
| ------------------------- | ---------------------------------------- | -------- | ---------------------------------------- | ------- | ---------------------------------------- | ------- |
| 60 метрів                 | Сергій Осович Івано-Франківська область  | 6,3h NIR | Олексій Чихачов Запорізька область       | 6,4h    | Віталій Сенів Тернопільська область      | 6,4h    |
| 200 метрів                | Роман Галкін Київ                        | 21,64    | Вадим Огій Дніпропетровська область      | 21,67   | Ігор Стрельцов Запорізька область        | 21,98   |
| 400 метрів                | Олександр Голик Київ                     | 47,92    |                                          |         |                                          |         |
| 800 метрів                |                                          |          |                                          |         |                                          |         |
| 1500 метрів               | Ігор Ліщинський Дніпропетровська область |          | Дмитро Лісіцин Донецька область          | 3.54,77 | Олександр Головницький Волинська область | 3.55,55 |
| 3000 метрів               | Сергій Лебідь Дніпропетровська область   | 8.16,45  | Петро Сарафінюк Вінницька область        | 8.17,10 | Віктор Роговий Київ                      | 8.18,25 |
| 60 метрів з бар'єрами     | Володимир Білоконь Луганська область     | 7,63     | Віктор Болкун Луганська область          | 7,68    | Дмитро Колесниченко Київ                 | 7,71    |
| 3000 метрів з перешкодами | Іван Твардовський Тернопільська область  | 8.42,97  | Микола Новицький Київ                    | 8.46,14 | Євген Юдін Донецька область              | 8.48,39 |
| Стрибки у висоту          |                                          |          |                                          |         |                                          |         |
| Стрибки з жердиною        |                                          |          |                                          |         |                                          |         |
| Стрибки у довжину         |                                          |          |                                          |         |                                          |         |
| Потрійний стрибок         | Володимир Кравченко АР Крим              | 16,86    | Віктор Попко Дніпропетровська область    | 16,67   | Костянтин Булах Харківська область       | 16,51   |
| Штовхання ядра            | Юрій Білоног Одеська область             | 19,70    | Андрій Немчанінов Київська область       | 19,49   | Юрій Пархоменко Київ                     | 18,31   |
| Семиборство               | Олександр Богданов Київ                  | 5836h    | Олександр Юрков Дніпропетровська область | 5454h   | Юрій Журавський Київ                     | 5342h   |

### Жінки
| Дисципліни                | Золото                                | Золото   | Срібло                                  | Срібло  | Бронза                               | Бронза  |
| ------------------------- | ------------------------------------- | -------- | --------------------------------------- | ------- | ------------------------------------ | ------- |
| 60 метрів                 | Ірина Пуха Київ                       | 6,8h NIR | Вікторія Фоменко Харківська область     | 7,0h    | Анжеліка Шевчук Запорізька область   | 7,0h    |
| 200 метрів                | Анжела Балахонова Київ                | 24,07    | Людмила Антонова Донецька область       | 24,36   |                                      |         |
| 400 метрів                | Тетяна Мовчан Київська область        | 54,90    |                                         |         |                                      |         |
| 800 метрів                | Олена Завадська Донецька область      | 2.07,33  |                                         |         |                                      |         |
| 1500 метрів               | Ольга Сидорова Запорізька область     | 4.25,98  | Алла Ковпак Миколаївська область        |         | Наталія Чернишова Харківська область | 4.30,66 |
| 3000 метрів               | Віра Рагуліна Запорізька область      |          | Оксана Когут Вінницька область          | 9.41,91 | Тетяна Кривобок Донецька область     | 9.42,16 |
| 60 метрів з бар'єрами     | Альона Сухорученко Харківська область | 8,18     |                                         |         | Олена Овчарова Київ                  | 8,20    |
| 2000 метрів з перешкодами | Віра Рагуліна Запорізька область      | 6.28,87  | Ольга Стефанішина Тернопільська область | 6.33,83 | Тетяна Бабік Миколаївська область    | 6.34,42 |
| Стрибки у висоту          |                                       |          |                                         |         |                                      |         |
| Стрибки у довжину         | Вікторія Вершиніна Київська область   | 6,54     |                                         |         |                                      |         |
| Потрійний стрибок         | Олена Говорова Одеська область        | 14,08    | Олена Хлусович Київ                     | 13,73   |                                      |         |
| Штовхання ядра            | Ірина Жук Київ                        | 17,91    |                                         |         |                                      |         |
| П'ятиборство              | Лариса Тетерюк Київська область       | 4382h    | Вікторія Бабій Запорізька область       | 4072h   | Тетяна Шутєєва Харківська область    | 3871h   |